# Oekaze

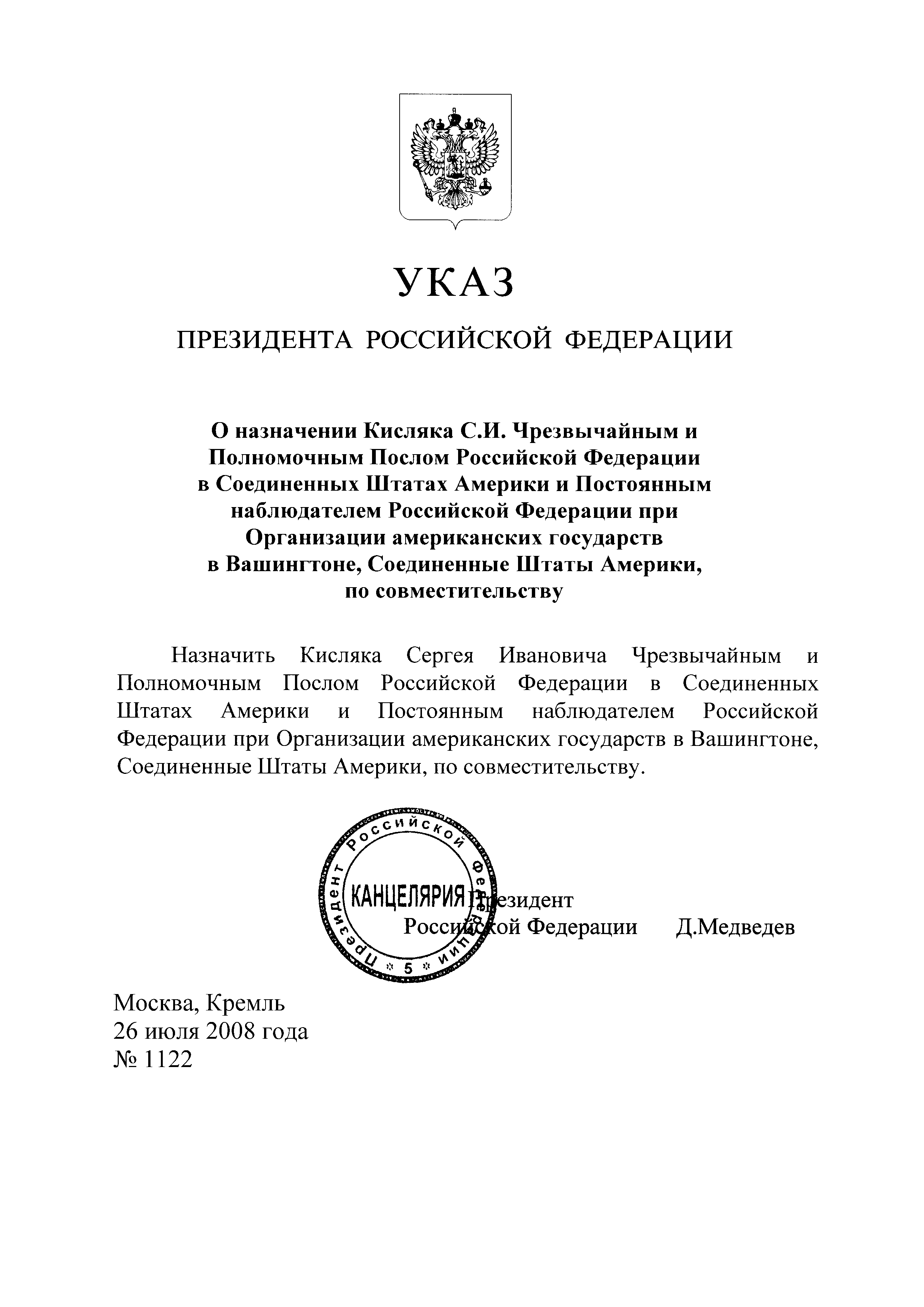

Oekaze (mv. oekazen of oekazes) (Russisch: указ, oekaz) was in het Russische Rijk een proclamatie van de tsaar, de overheid of een religieuze leider (patriarch) die de status had van een wet. Een voorbeeld is de "Ems oekaze" die een verbod instelde op het publieke gebruik van Oekraïens. Goede vertalingen zijn "decreet", "bevelschrift", "verordening" of "besluit".
Na de Russische Revolutie werd een wijdverspreide overheidsproclamatie een "decreet" genoemd (Russisch: декрет, dekret); meer specifieke proclamaties worden wel oekazy genoemd. Beide termen worden vaak vertaald als "besluit" of "decreet".
Volgens de grondwet van de Russische Federatie van 1993 is een oekaze een presidentieel besluit. Dergelijke oekazy hebben de kracht van wetten, maar mogen regelingen van bestaande wetten niet veranderen en kunnen worden vervangen door wetten die worden aangenomen door de Staatsdoema.
In algemene zin wordt de term 'oekaze' gebruikt voor een bevel dat absoluut moet worden opgevolgd.
In de Nederlandse politiek was er sprake van een Oekaze Kok; later werd de werksfeer tussen ambtenaren en journalistiek weer wat vrijer.